# Треглава
Треглава је насељено мјесто града Грубишног Поља, у Бјеловарско-билогорској жупанији, Република Хрватска.

## Географија
Треглава се налази око 9 км источно од Грубишног Поља.

## Становништво
Према попису становништва из 2011. године, насеље Треглава је имало 103 становника.
| Националност       | 1991. | 1981. | 1971. | 1961. |
| Срби               | 20    |       |       |       |
| Хрвати             | 23    |       |       |       |
| Југословени        |       |       |       |       |
| остали и непознато | 122   |       |       |       |
| Укупно             | 165   | '     | '     | '     |

| Демографија | Демографија | Демографија |
| Година      | Становника  | Становника  |
| ----------- | ----------- | ----------- |
| 1991.       | 165         |             |
| 2001.       | 123         |             |
| 2011.       |             | 103         |